# 包み隠す (クルアーン)
『包み隠す』とは、クルアーンにおける第81番目の章（スーラ）。29の節（アーヤ）から成る。マッカ啓示に分類される。

## 内容
冒頭の「太陽が包み隠される時」に因んでこの題名が付けられている。
所業に対する報いが述べられる。